# Synagoga w Raszkowie
Synagoga w Raszkowie – zbudowana w pierwszej połowie XIX wieku przy ulicy Kaliskiej. Podczas II wojny światowej hitlerowcy zdewastowali synagogę. Po wojnie budynek synagogi przebudowano na dom mieszkalny.